# Sent Martin de Terrassús
Sent Martin Tarrassos (en francès Saint-Martin-Terressus) és un municipi francès situat al departament de l'Alta Viena i a la regió de la Nova Aquitània.

## Demografia
| 1962                                       | 1968 | 1975 | 1982 | 1990 | 1999 | 2007 |
| ------------------------------------------ | ---- | ---- | ---- | ---- | ---- | ---- |
| 442                                        | 509  | 445  | 439  | 456  | 475  | 534  |
| Des de 1962: població sense dobles comptes |      |      |      |      |      |      |

## Administració
| Període   | Identitat           | Partit |
| --------- | ------------------- | ------ |
| 1946-1959 | Marcel Coussy       |        |
| 1959-1965 | Martial Pouyaud     |        |
| 1965-1977 | Pierre Boyer        |        |
| 1977-2001 | Marcel Masfety      | PCF    |
| 2001-2008 | Marcel Poussin      |        |
| 2008-     | Jean-Pierre Estrade | PS     |